# 小行星3908
小行星3908（英語：3908 Nyx），阿莫爾型小行星，也是穿越火星軌道的小行星。於1980年8月6日被德國天文學家漢斯-埃米爾·舒斯特發現，當時的臨時編號為1980 PA，之後命名為Nyx，是希臘神話的夜晚之神倪克斯。它的直徑約1.2公里，是一顆V-型小行星，意味著它可能是灶神星的一塊碎片。
在2000年，使用阿雷西波和金石的電波望遠鏡觀測的形狀，製做了Nyx的模型，這顆小行星可以被描述成很好的球型，但是有很多的腫塊。
冥王星的衛星冥衛二最初被提議命名為Nyx，但是為了避免和這顆小行星混淆，所以冥衛二最終改名為與Nyx同音的Nix。